# Shabooh Shoobah
Albums de INXS
Underneath the Colours
(1981) The Swing
(1984)
Singles
1. The One Thing
Sortie : juillet 1982
2. Don't Change
Sortie : octobre 1982
3. To Look at You
Sortie : mars 1983
4. Black and White
Sortie : juin 1983

Shabooh Shoobah est le troisième album studio du groupe INXS sorti en 1982 et le premier à être sorti dans le monde entier. 
Quatre singles furent extraits de l'album, dont The One Thing et Don't Change, qui rencontrent un succès sur le territoire australien. The One Thing est le premier single du groupe à se classer au Billboard Hot 100 (30e). Don't Change, le second extrait rencontre un succès similaire en Australie et se classe tout comme The One Thing convenablement au Mainstream Rock Tracks chart.

## Tracks
1. The One Thing – 3:24
2. To Look at You – 3:55
3. Spy of Love – 3:58
4. Soul Mistake – 2:57
5. Here Comes – 3:00
6. Black and White – 3:40
7. Golden Playpen – 3:03
8. Jan's Song – 3:18
9. Old World New World – 3:38
10. Don't Change – 4:24